# Reforma Ortográfica de 1911
La Reforma Ortográfica de 1911 fue la primera iniciativa de normalización y simplificación de la ortografía de la lengua portuguesa.
Teniendo fuerza de ley en Portugal, esta reforma modificó completamente el aspecto de la lengua escrita e inspiró todos los acuerdos y reformas subsecuentes.

## Historia

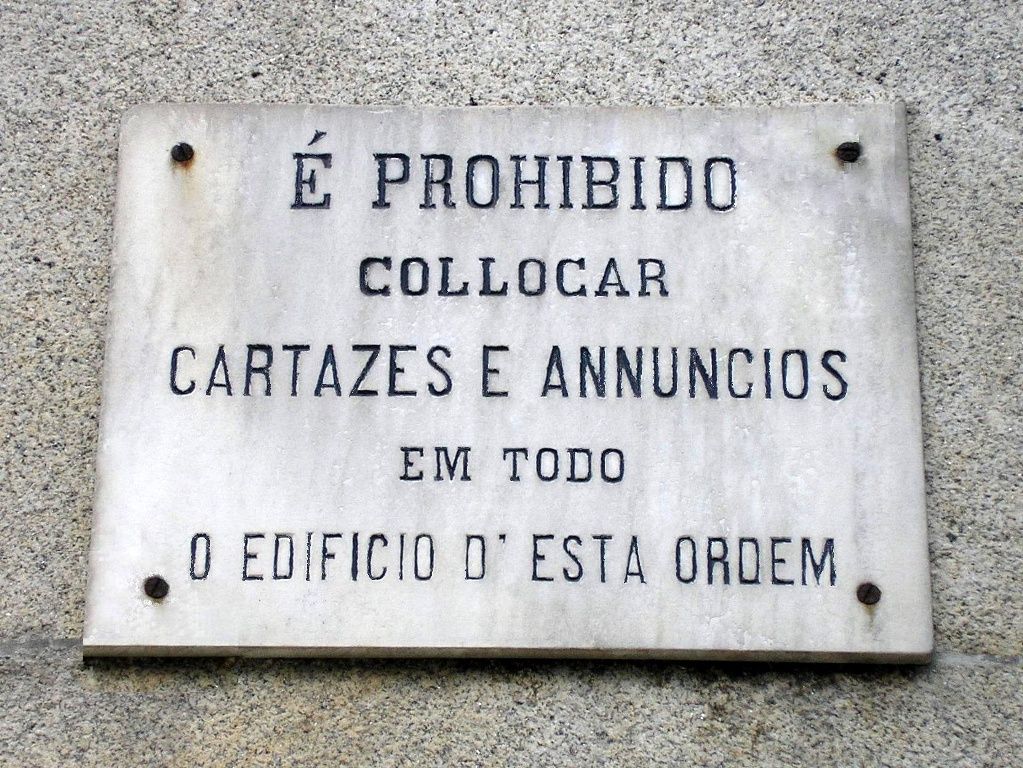
É prohibido collocar cartazes e annuncios em todo o edificio d'esta ordem («É proibido colocar cartazes e anúncios em todo o edifício desta ordem» en la ortografía actual del portugués). Aviso anterior a la Reforma Ortográfica de 1911, en la pared de la Iglesia del Carmo, en Oporto.

Hasta inicios del siglo XX, tanto en Portugal como en el Brasil, se empleaba una ortografía que, por regla general, se basaba en los étimos latino o griego para escribir cada palabra. Por ejemplo:
| Portugués (pre-1911) | Portugués (actual) | Español    |
| phosphoro            | fósforo            | fósforo    |
| lyrio                | lírio              | lirio      |
| orthographia         | ortografia         | ortografía |
| phleugma             | fleuma             | flema      |
| exhausto             | exausto            | exhausto   |
| estylo               | estilo             | estilo     |
| prompto              | pronto             | pronto     |
| diphthongo           | ditongo            | diptongo   |
| psalmo               | salmo              | salmo      |

Al largo de los tiempos, diversos estudiosos de la lengua presentaron sucesivas propuestas de simplificación de la escrita, sin gran éxito. Entre esas propuestas se encontraban las Bases de la Ortografía Portuguesa, de 1885, de Aniceto dos Reis Gonçalves Viana y Guilherme de Vasconcelos Abreu.
Inmediatamente después de la implantación de la república en Portugal, a 5 de octubre de 1910, el nuevo gobierno, empeñado en el crecimiento de la escolaridad y en el combate del analfabetismo, nombró una comisión — constituida por Gonçalves Viana, Carolina Michaëlis, Cândido de Figueiredo, Adolfo Coelho, Leite de Vasconcelos, Gonçalves Guimarães, Ribeiro de Vasconcelos, Júlio Gonçalves Moreira, José Joaquim Nunes, Borges Grainha y Augusto Epifânio de la Silva Dias (que pidió excedencia) — para establecer una ortografía simplificada para las publicaciones oficiales y la enseñanza. Las bases de la Reforma Ortográfica, fuertemente inspiradas en las propuestas de 1885, fueron oficializadas el 1 de septiembre de 1911, permitiéndose un período de transición de tres años.
A pesar de que en el Brasil ya existía desde había largo tiempo una fuerte corriente fonetista, que luchaba por la simplificación ortográfica, la nula implicación brasileña en la reforma portuguesa tuvo el efecto contrario de reforzar las corrientes tradicionalistas, quedando los dos países con ortografías completamente diferentes: Portugal con una ortografía reformada y Brasil con la vieja ortografía de base etimológica.
En 1924 la Academia de las Ciencias de Lisboa y la Academia Brasileña de Letras comenzaron a procurar una ortografía común, firmándose un acuerdo preliminar en 1931 que prácticamente adoptaba la ortografía portuguesa de 1911, iniciándose un largo proceso de convergencia de las ortografías de los dos países que dura hasta hoy.

## Principales alteraciones
Esta reforma de la ortografía portuguesa — la primera reforma oficial en Portugal desde aquella que llevó al surgimiento de una escrita portuguesa autónoma en el siglo XIII — fue profunda y modificó completamente el aspecto de la lengua escrita, aproximándolo mucho al actual.
Las principales alteraciones introducidas fueron:
1. Eliminación de todos los dígrafos de origen griego con el relevo por grafemas simples: th (sustituido por el t), ph (sustituido por el f), ch (con el valor de [k], sustituido por c o qu de acuerdo con el contexto) y rh (sustituido por r o rr de acuerdo con el contexto);
2. Eliminación del y (sustituido por el i);
3. Reducción de las consoantes dobladas (o xeminadas) la sencillas, con la excepción del rr y el ss mediais de origen latino, que tienen valores específicos en portugués;
4. Eliminación de algunas "consoantes mudas" al final de sílaba gráfica, cuando no influían en la pronunciación de la vocal que las precedía;
5. Introducción de numerosa acentuación gráfica, especialmente en las palabras proparoxítonas (esdrújulas).

## Contestación a la reforma
La adopción de esta nueva ortografía no se hizo sin resistencias en Portugal, mas la mayor polémica alrededor de ella estalló en el Brasil. Algunos lingüistas defendían la ortografía etimológica en detrimento de la ortografía puramente fonética de las palabras, alegando que la reforma ortográfica cortaba el eslabón entre los hablantes de la lengua portuguesa y los escritos dejados por sus ancestros. Otras personas resistieron al cambio, sea por la incertidumbre de no saber escribir por las nuevas reglas, sea por el lo eres emocional o intelectual a la memoria gráfica de la escrita. Ese sentimiento aparece reflejado en este extracto de Alexandre Fontes, escrito en la víspera de la reforma ortográfica de 1911 (respetándose la escritura original del autor):
Imaginem esta palavra phase, escripta assim: fase. Não nos parece uma palavra, parece-nos um esqueleto (...) Affligimo-nos extraordinariamente, quando pensamos que haveriamos de ser obligados a escrever assim!
Y Teixeira de Pascoaes:
Na palavra lagryma, (...) a forma da y é lacrymal; estabelece (...) a harmonia entre a sua expressão graphica ou plastica e a sua expressão psychologica; substituindo-lhe o y pelo i é offender as regras da Esthetica. Na palavra abysmo, é a forma do y que lhe dá profundidade, escuridão, mysterio... Escrevel-a com i latino é fechar a boca do abysmo, é transformal-el numa superficie banal.
Aún, Fernando Pessoa:
Não tenho sentimento nenhum politico ou social. Tenho, porém, num sentido, um alto sentimento patriotico. Minha patria é a lingua portugueza. Nada me pesaria que invadissem ou tomassem Portugal, desde que não me incommodassem pessoalmente, Mas odeio, com odio verdadeiro, com o unico odio que sinto, não quem escreve mal portuguez, não quem não sabe syntaxe, não quem escreve em orthographia simplificada, mas a pagina mal escripta, como pessoa propria, a syntaxe errada, como gente em que se bata, a orthographia sem ipsilon, como escarro directo que me enoja independentemente de quem o cuspisse.